# Luka Cindrić
Luka Cindrić (født 5. juli 1993) er en kroatisk håndboldspiller, som spiller i Veszprém KC og for Kroatiens herrehåndboldlandshold.